# 半山芭站
半山芭站位於吉隆坡半山芭砂拉越路，是吉隆坡安邦线和大城堡线的其中一个高架轻快铁车站。本站属于安邦线第一阶段线路，于1996年12月16日开始运营。
半山芭站位于半山芭沿砂拉越路（Jalan Sarawak）的西部边缘。砂拉越路后方有一排店屋和半山芭路。本站西南方和东南方有辛炳路（Jalan San Peng）和新街场路（Jalan Sungei Besi）。

## 历史
半山芭站的前身是位于马来联邦铁道局（FMSR）和马来亚铁道（KTM），连接吉隆坡、安邦和沙叻秀线路的其中一个火车站。90年代因建造实达轻轨（STAR）而拆毁原有的Pudoh火车站，在并在原址附近新建现在的高架车站。本站、汉都亚站和陈秀连站皆位于吉隆坡半山芭，为半山芭一带的居民提供服务。

## 车站结构
本站是安邦线和大城堡线的一个高架车站。该站台设在顶楼，包括两个側式月台和两条线路；在底楼和站台楼之间有一个购票台。 此站的设计类似其他车站，有多层屋顶、相框、白色的墙壁和支柱。所有楼层都有楼梯和自动扶梯。
| 二楼     |                                                                               |                                          |
| 侧式站台 |                                                                               |                                          |
| 1号站台: | 3 安邦线/4 大城堡线 34往 AG1 SP1 冼都東 (→)                                   |                                          |
| 2号站台: | 3 安邦线/4 大城堡线 34通过 AG11 SP11 陈秀连往 SP31 布特拉高原与 AG18 安邦 (←) |                                          |
| 侧式站台 |                                                                               |                                          |
| 一楼     | 车站大厅                                                                      | 自动售票机、验票闸门、售票站、车站控制台 |
| 地面     | 街道                                                                          | 砂拉越路                                 |

## 车站周边
- 半山芭路（Jalan Pudu）：附近有多家餐馆，是吉隆坡市中心的主要道路之一。

## 图片集

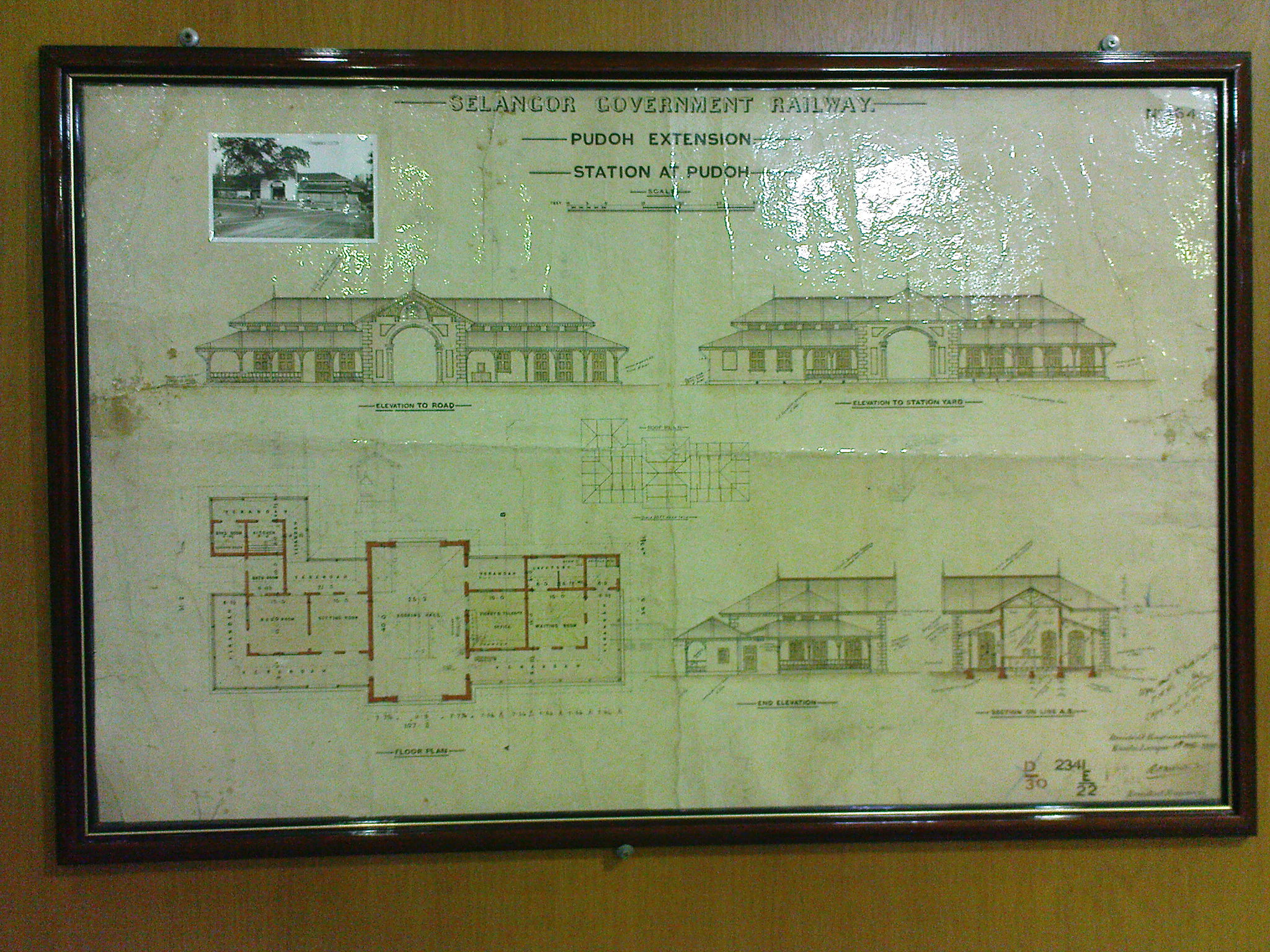
旧车站设计图
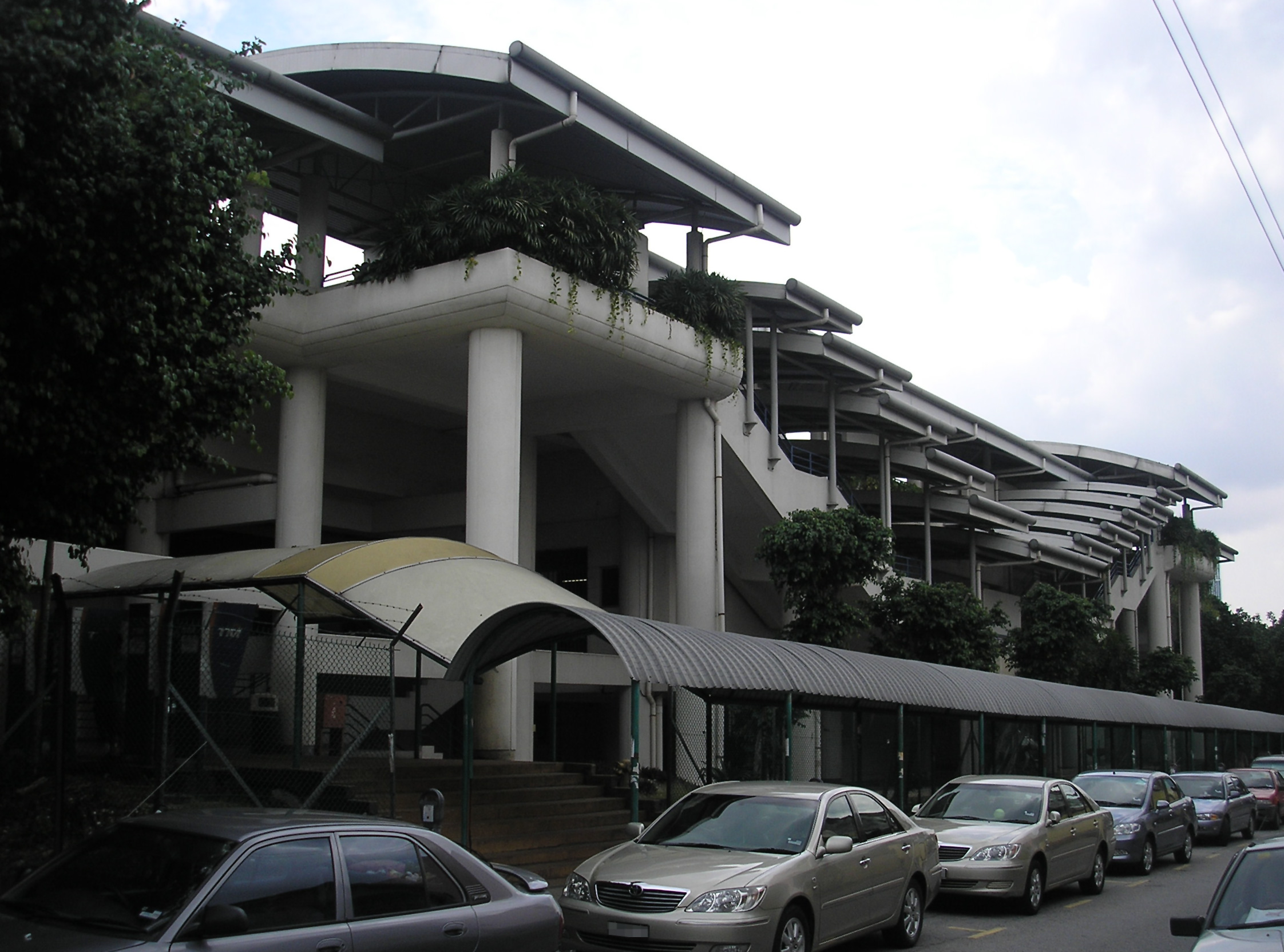
车站外部